# 济猛暗沙
济猛暗沙位于南中国海中沙群岛中沙大环礁东南缘，西南与海鸠暗沙相距约13海里，东北与武勇暗沙相距约10.5海里。整个暗沙全部在海面以下，最浅处水深约16米，等深线20米以上面积约2平方公里。1935年公布名称为利锚司滩（Learmouth Shoal），1947年和1983年公布名称均为“济猛暗沙”。